# Scout Niblett
Emma Louise Niblett (29 de septiembre de 1973), más conocida por el nombre artístico Scout Niblett, es una cantante, compositora y multinstrumentista inglesa. Niblett debutó en 2001 con su primer álbum de estudio de larga duración Sweet Heart Fever, y ha lanzado cinco álbumes de estudio más. En 2013, Niblett lanzó su sexto álbum de estudio, It's Up to Emma, que mezcló y produjo.
La música de Niblett es, con frecuencia, estilísticamente minimalista. Muchas de sus canciones consisten simplemente en voces acompañadas de batería o guitarra. También es conocida por sus directos intimistas. Además de compositora e intérprete Niblett también es astróloga profesional, y a menudo incorpora temas astrológicos en las letras de sus canciones.
Niblett nació en Staffordshire, Inglaterra, y se crio en la cercana ciudad histórica de Rugeley. Durante su infancia realizó estudios clásicos de piano y violín. Niblett comenzó a grabar sus propias composiciones al piano desde niña, para, posteriormente, pasar a hacerlo con la guitarra al poco de alcanzar la mayoría de edad. Estudió música, bellas artes y performance en la Universidad de Nottingham Trent.

## Trayectoria

### 2000s
Niblett comenzó a actuar en clubes de Nottingham durante su etapa universitaria. Eligió su nombre artístico en honor a Jean Louise "Scout" Finch, la protagonista de la novela de Harper Lee de 1960 To Kill a Mockingbird (en español, Matar a un ruiseñor).
Tras enviar el CD con su demo EP "Alene Had It All" (grabado bajo el nombre de Lion, y acompañada por el baterista Kristian Godard), consistente en voces, guitarra y batería, a múltiples compañías discográficas, Niblett fue tanteada por Secretly Canadian, quien había recibido sus maquetas a través de Jason Molina de Songs: Ohia. Al año siguiente, Niblett lanzó un split-single de 7" con Songs: Ohia, contribuyendo con la canción "Miss My Lion". A continuación vino su álbum debut, Sweet Heart Fever, lanzado por Secretly Canadian en 2001 y grabado en Chem Nineteen Recordings en Hamilton, Escocia con el productor Andy Miller.
Su siguiente lanzamiento fue un EP de 10", I Conjure Series, grabado en directo y en el cual Niblett toca todos los instrumentos.
Niblett se mudó a los Estados Unidos en 2003 para continuar su carrera musical, diciendo: "La cultura musical underground en Estados Unidos es lo suficientemente amplia como para que puedas ganarte la vida sin ser súper famoso. La cultura musical dominante [en Inglaterra] es muy diferente, porque todo se basa en la venta de cosas... En Estados Unidos no tienes que entrar en eso, todavía puedes sobrevivir. No tienes que estar en la industria, mientras que aquí [en Inglaterra], estás obligada a hacerlo, así que tuve que irme". Desde 2005 reside en Portland, Oregón.

### 2010s
En 2010 Niblett lanzó su quinto álbum de estudio, The Calcination of Scout Niblett, el cual suponía su debut con el sello Drag City. El álbum recibió críticas positivas de Pitchfork y Spin, quienes señalaron: "sus canciones mínimas -solo una guitarra y una batería esporádica- se desarrollan laboriosamente, como si se obligaran a salir sí mismas desde la boca y las manos apretadas de Niblett." A este disco siguió el sencillo No More Nasty Scrubs en 2012, el cual contó con versiones de "No Scrubs" de TLC y de "Nasty" de Janet Jackson. Su sexto álbum de estudio, It's Up to Emma, fue grabado en Portland, Oregón, y mezclado por ella misma. Fue lanzado el 21 de mayo de 2013 también en Drag City, y recibió elogios positivos de la crítica de Pitchfork, Allmusic y NME.

## Música e influencias

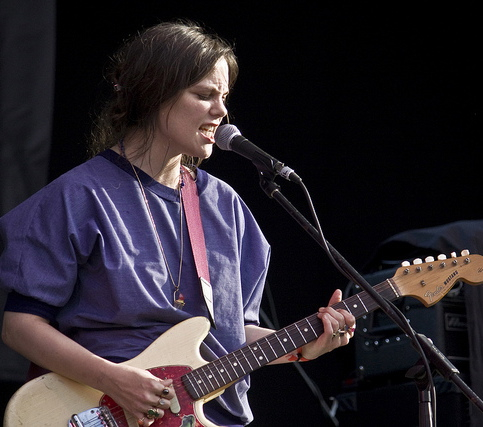
Niblett en directo en el Festival Primavera Sound, 2010

La crítica ha destacado los arreglos musicales poco ortodoxos de Niblett, en especial su escasa instrumentación y los cambios dramáticos en los tempos. En su trabajo anterior, específicamente en I Am y Kidnapped by Neptune, muchas de las canciones de Niblett consistían básicamente en voces acompañadas por una batería; en una entrevista de 2004 declaró que "[quería] conseguir que la combinación de voz y batería fuera tan accesible como escucharme cantando acompañada de la guitarra". Sus álbumes posteriores contaron fundamentalmente con Niblett a la guitarra acompañada por un baterista.
Niblett cita entre sus influencias una serie de bandas del período grunge, incluyendo Mudhoney, Sonic Youth y Nirvana, y en particular la guitarra de Kurt Cobain. También declaró que estaba influenciada en gran medida por el primer disco de Hole, Pretty on the Inside (1991): "Tenía diecisiete años cuando lo escuché por primera vez. Lo que me encantó de ellos y ella (Courtney Love) fue la ira y la agresividad, junto con el lado tierno", dijo Niblett. "Eso era algo que no había visto antes en una mujer tocando música. Fue muy influyente y realmente inspirador. Las mujeres hasta entonces eran una especie de seres unidimensionales, cursis, dulces, [y] etéreos".
Su técnica de batería, sin embargo, está inspirada, en sus propias palabras, por un hombre que tocó en una noche de micrófono abierto en Nottingham el cual se acompañaba de una batería mientras hacía versiones de los Beatles. Esta técnica de batería ha sido una característica particularmente distintiva de los discos de Niblett con Steve Albini, cuyo método consiste en otorgar un lugar central a la percusión en la mezcla. Un ejemplo del enfoque minimalista de Niblett para la composición de canciones es "Your Beat Kicks Back Like Death", incluido en I Am así como la cara B de "I'll Be a Prince". Consiste únicamente en un ritmo de batería con una letra repetitiva alegre, "¡Todos vamos a morir!", que concluye: "No sabemos cuándo, No sabemos cómo". Según Niblett, originalmente había compuesto la canción a la guitarra después de verse cerca de morir tras un accidente de coche durante una tormenta de invierno. También cabe destacar su versión del hit reggae de 1978 de Althea & Donna "Uptown Top Ranking", que Niblett lanzó como sencillo tras percatarse en sus conciertos de su popularidad.
Niblett también ha citado a Daniel Johnston como una influencia lírica, y su música a menudo ha sido comparada por la crítica con PJ Harvey, Cat Power y Courtney Love. Durante la grabación de su sexto álbum, It's Up to Emma, Niblett declaró que escuchó a Black Flag y la Rollins Band para inspirarse.

## Vida personal
Niblett rara vez comenta su vida personal. Aparte de su carrera musical, tiene un interés obsesivo en la astrología y también es astróloga profesional. "Mi padre me compró un libro sobre astrología cuando tenía unos siete años y literalmente no he dejado de estudiarlo desde entonces", dijo. Temas y referencias a planetas aparecen ocasionalmente en las letras de Niblett, la cual explica así el nombre de su tercer álbum, Kidnapped by Neptune: "El motivo por el que ese álbum se llamó Kidnapped by Neptune fue porque Neptuno estaba en ese momento 'transitando mi ascendente' -tal y como se denomina en la nomenclatura astrológica- y literalmente me sentía como si no supiera quién era yo misma. Las energías de Neptuno están disolviendo tu ego y esto te sacude de veras. En este momento Plutón, pero también Urano, están luchando igualmente, desafiando a mi Sol". También se dice que usa la astrología para predecir el mejor lugar y tiempo para grabar su música.

## Discografía
Álbumes
- Sweet Heart Fever (2001)
- I Am (2003)
- Kidnapped by Neptune (2005)
- This Fool Can Die Now (2007)
- The Calcination of Scout Niblett (2010)
- It's Up to Emma (2013)